# 얼 그레이차

포트넘 앤드 메이슨 사의 1994년산 얼 그레이 홍차 깡통

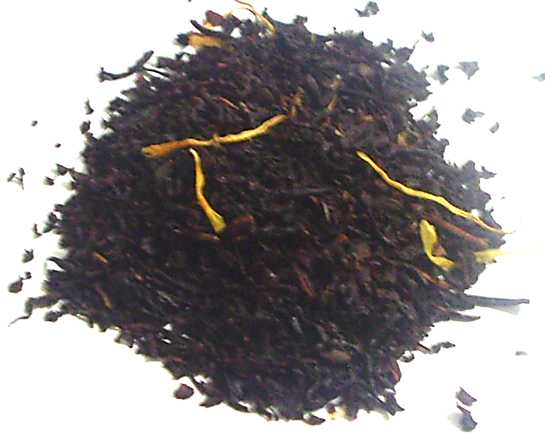
립톤사의 "Finest Earl Grey" 찻잎 더미

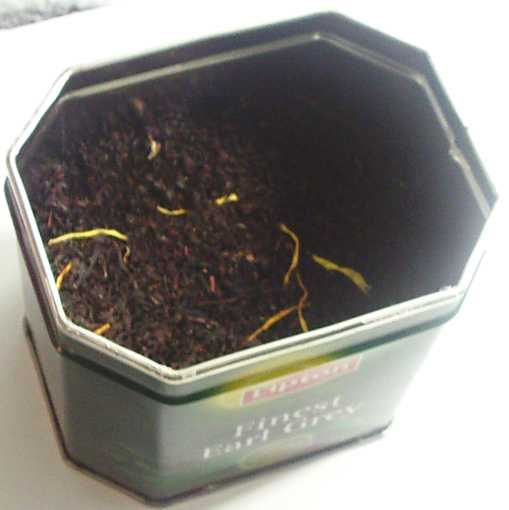
립톤사의 "Finest Earl Grey" 깡통

얼 그레이차(영어: Earl Grey tea 얼 그레이티[*])는 주로 기문, 정산소종, 실론 등의 홍차 잎에 베르가못의 껍질로부터 추출한 기름을 첨가함으로써 특이한 향을 내도록 블렌드한 가향차의 일종이다. 얼 그레이에 쓰이는 베르가못 껍질의 기름은 화장품이나 비누 등을 만들기 위한 향료로도 쓰이기 때문에, 어떤 사람들은 얼 그레이에서 화장품 냄새가 난다고 이야기하기도 한다.
비글로우 차 회사나 포트넘 앤드 메이슨 사 등의 차 제조사에서는 녹차 잎을 기반으로 한 얼 그레이 녹차도 출시하고 있는데 이를 “얼 그린티”라고도 한다.

## 블렌드 이름의 유래
이 블렌드의 이름은 베르가못 기름의 향이 첨가된 차를 선물받은 것으로 유명한 영국의 총리이자 그레이 백작 찰스 그레이의 이름을 따 지어진 것이라고 알려져 있다. 당시 중국에서는 홍차를 별로 즐겨 마시지 않았기 때문에 손님에게 제공할 얼 그레이 블렌드의 홍차가 존재하지 않았을 것이므로, 이 때의 얼 그레이 홍차는 일반적으로 알려진 바와 같이 중국의 상급 관리로부터의 선물이 아니라 아마도 인도 홍차 잎과 스리랑카 홍차 잎으로부터 블렌드된 것이었을 가능성이 크다. 그리고, 찰스 얼 그레이는 중국에 갔던 적도 없다고 한다.

## 역사

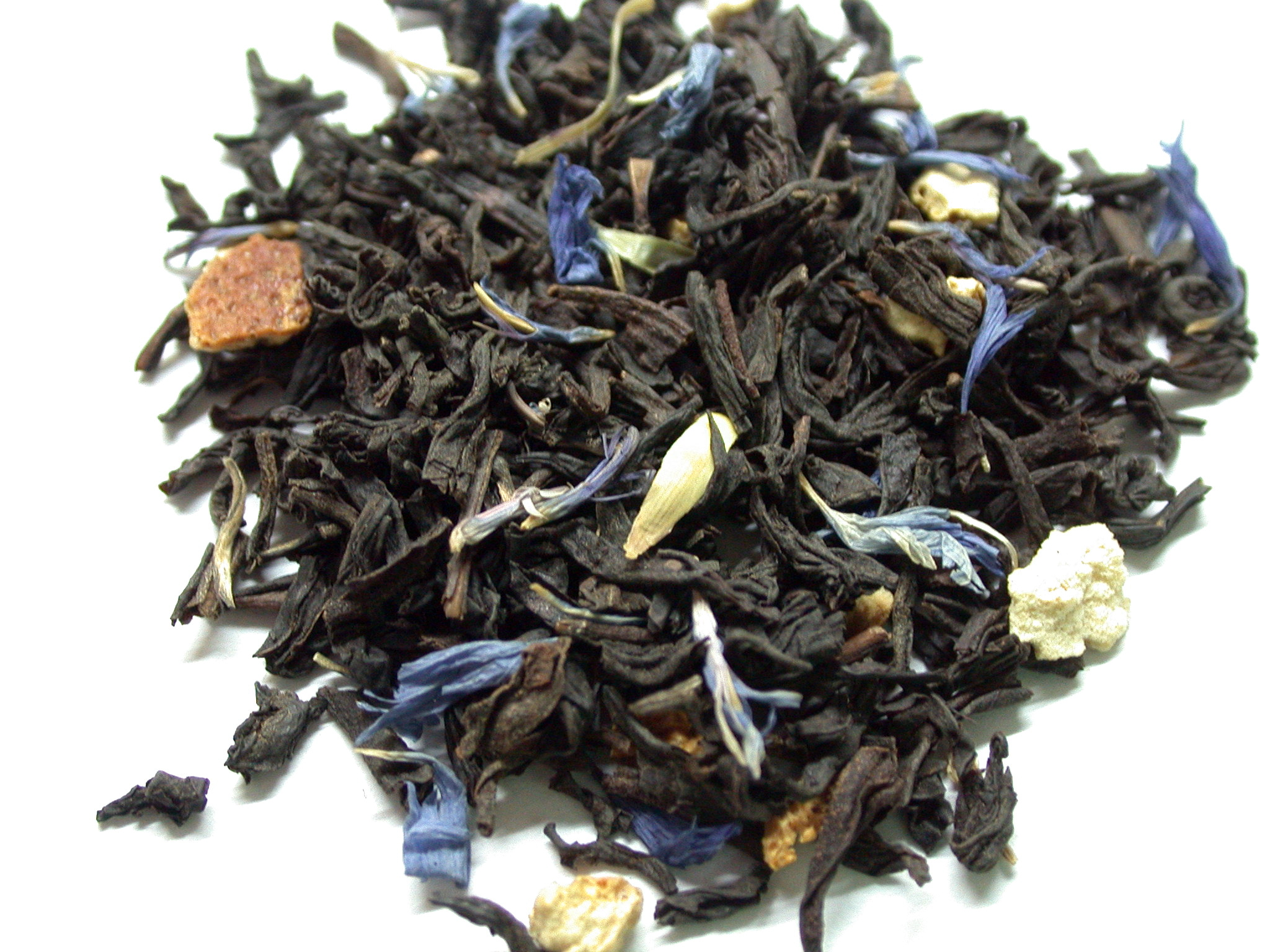
트와이닝스사의 "레이디 그레이" 찻잎 더미

잉글랜드에서 고가의 중국 차 들을 모방하기 위해 베르가못을 첨가한 차는 최소 1820년대부터 알려져 있었다. 그 예로 1837년에는 Brocksop & Co.에서 “베르가못을 사용해 인공적으로 향을 낸 차를 공급” 한 혐의로 재판을 받은 기록이 존재한다. 그러나 ‘그레이의 차’ 는 1850년대부터 알려져 있었음에도 불구하고 1880년대 런던의 Jermyn Street의 Charlton & Co.에서 광고를 하기 전까지 ‘얼 그레이’ 차에 대한 공개된 출처는 없었다.
한 전설에 따르면, 1803년에 그레이 백작의 부하들 중 한 사람에 의해 익사할 뻔 했던 아들이 구해진 한 중국 관료가 감사의 선물로 백작에게 블렌드를 선물했다고 한다. 그러나 그레이 백작은 중국에 방문한 적이 없고, 베르가못 기름을 차의 향을 내는 데 사용하는 방법은 당시 중국에 알려져 있지 않았기 때문에 이 이야기는 출처가 불분명해 보인다. 그럼에도 불구하고 이 이야기는 트와이닝스 사의 웹사이트에서도 볼 수 있듯이 “중국에서 돌아오는 길에 한 외교관에 의해 전해졌다”는 형태로 이후에도 (약간 조정되어)전해지고 있다.
트와이닝스 사는 영국 시장에 최초로 “얼 그레이 홍차”를 출시했다. 트와이닝스의 얼 그레이 블렌드는 중국 홍차, 인디아의 다르질링 홍차, 실론 홍차, 그리고 강하고 훈연항이 있는 정산소종이 포함된다. 트와이닝스 사는 세빌랴 오렌지, 레몬과 베르가못이 첨가된 “레이디 그레이”라는 얼 그레이와 비슷한 홍차도 생산하고 있다.
한편 잭슨스 오브 피카딜리 사는 얼 그레이 2세가 1830년에 "로버트 잭슨 앤드 컴퍼니"사의 동업자였던 조지 찰튼에게 얼 그레이 홍차의 제조법을 전했으며, 자신들이 최초의 얼 그레이 홍차 제조사라고 주장한다. 또 원래의 제조법으로 잭슨스 사에서는 계속 얼 그레이를 생산하고 있으며 유출된 적이 없다고 한다. 그들의 얼 그레이 홍차는 원래부터 중국 홍차를 기반으로 했다.
잭슨스 오브 피카딜리 사와 트와이닝스 사 간의 원조 얼 그레이 블렌드에 대한 논란은 같은 모(母)회사에 속하게 된 현재까지도 계속되고 있다.
그레이 가문에 따르면 ‘얼 그레이’ 차는 그레이 경을 위해 가문의 거주지인 노섬버랜드의 호윅 홀의 물에 맞게 중국 관료가 블렌딩하였으며, 그 지역의 물에 많이 포함된 석회 성분을 상쇄하기 위해 특별히 베르가못을 사용했다고 한다. 그레이 부인은 이 차를 정치적 호스티스로서 접대하는 용도로 사용하였는데, 인기가 매우 좋은 것이 밝혀지면서 다른 사람들에게 판매해도 좋겠냐는 제안을 받았다. 그리고 그것이 이 차가 트와이닝스 사에 의해 하나의 브랜드로서 상업화된 계기이기도 하다.

## 변형
- “런던의 안개(London Fog)”라고 불리는 음료는 얼 그레이, 가열된 우유, 바닐라 시럽의 조합으로 만들어진다.[5]
- 자스민이나 다른 종류의 꽃들을 첨가한 변형도 존재하며,[6] 장미 꽃잎을 첨가한 블렌드는 프렌치 얼 그레이로 알려져 있다.
- 러시안 얼 그레이로 불리는 종류는 원래의 홍차와 베르가못에 주로 감귤의 껍질이나 레몬그래스를 포함한다.
- 또한, 몇몇 회사들은 홍차 대신 녹차와 베르가못을 섞은 얼 그레이 그린이나 “얼 그린”으로 불리는 차를 생산한다. 유사한 변형 종류로 백차와 베르가못을 혼합한 얼 그레이 화이트 또는 “얼 화이트” 가 있다.
- 루이보스 얼 그레이는 루이보스로 홍차를 대신한 변형 종류이며, 말레이시아에서 기원했을 가능성이 있다.

## 흥밋거리
얼 그레이 홍차는 《은하수를 여행하는 히치하이커를 위한 안내서》의 작가인 더글러스 애덤스가 가장 좋아하는 홍차였다. 가상의 인물로는 《스타트랙:더 넥스트 제네레이션》에 나오는 존 룩 피카르 선장과, 댄 브라운 작 《다 빈치 코드》의 레이 티빙 경도 얼 그레이 홍차를 가장 좋아했다.